# Bahnarski jezik
Bahnarski jezik (bana; ISO 639-3: bdq), austroazijski jezik mon-khmerske porodice, uže bahnarske skupine, kojim govori 158 000 ljudi (1999 census) u Vijetnamu u provincijama Gia Lai, Kon Tum, Binh Dinh i Phu Yen.
S još pet jezika čini centralnobahnarsku podskupinu: alak [alk] (Laos), kaco’ [xkk] (Kambodža), lamam [lmm] (Kambodža), romam [rmx] (Vijetnam) i tampuan [tpu] (Kambodža). Etnička grupa zove se Bahnar ili Ba Na. Postoje brojni dijalekti i lokalne skupine: tolo, golar, alakong (a-la cong), jolong (gio-lang, y-lang), bahnar bonom (bomam), kontum, krem, roh, kpang cong.

## Vanjske poveznice
- Ethnologue (14th)
- Ethnologue (15th)